# 동성초등학교 (충북)
동성초등학교는 대한민국 충청북도 음성군에 있는 공립 초등학교이다.

## 학교 연혁
- 2011. 11. 10. 동성초등학교 설립 인가
- 2013. 12. 18. 동성초등학교 준공
- 2014. 03. 01. 동성초등학교 개교
- 2014. 03. 01. 초대 양충직 교장 부임
- 2014. 03. 01. 6학급 편성
- 2014. 03. 03. 제1회 입학식(신입생 1명, 전입생 3명)
- 2014. 03. 01. 초대 양충직 교장 부임
- 2014. 12. 17. 국가기술표준원과 MOU 체결
- 2015. 02. 16. 제1회 졸업식 (남 8명, 여 20명 계 28명)
- 2015. 03. 01. 17학급 편성 (특수1학급 포함)
- 2015. 03. 02. 제2회 입학식( 남 60명 여 30명 계 90명)

## 참고 자료
- 동성초등학교 - 한국교육학술정보원 학교알리미